# Inclusione (letteratura)
L'inclusione (in latino, inclusio) è un artificio letterario consistente nel collocare materiale simile all'inizio e alla fine di una sezione di testo, formando per così dire una "cornice" che delimita ed evidenzia la sezione. Il testo, che determina l'inclusione, può avere somiglianze sia di tipo linguistico (ripetizione di parole o frasi identiche o sinonime), sia di tipo contenutistico.
Più inclusioni possono essere annidate, cioè inserite una dentro l'altra, organizzando così il testo secondo una struttura concentrica del tipo (nel caso particolare di quattro livelli di inclusione): A B C D X D' C' B' A', in cui X indica il centro della struttura, la parte di testo dotata della massima evidenza. La diffusa figura retorica del chiasmo rientra in questo schema in quanto è una struttura concentrica a due livelli priva di centro (A B B'A').
Le strutture concentriche sono molto comuni sia nelle antiche letterature semitiche (si trovano in testi accadici, ugaritici, biblici e talmudici) sia nella letteratura classica (Omero, Cicerone, ecc.). Nella Bibbia l'utilizzo di inclusioni e di strutture concentriche è molto diffuso sia a livello di microstruttura del testo (frase, paragrafo, ecc.) sia a livello "macro" (un intero libro o più libri).

## Inclusioni nell'Antico Testamento
La presenza di inclusioni nella Tanach era nota già ai rabbini del Talmud. Per esempio nel Talmud Babilonese (Berakhot 10a) Rabbi Yohanan osserva che "ogni salmo caro a Davide si apre con "אשרי" ('felice colui') e si chiude con "אשרי" ('felice colui'). Analogamente due importanti salmi di lode, il 118 e il 136, si aprono e si chiudono con lo stesso versetto: "Rendete grazie al Signore perché è buono, perché il suo amore è per sempre".
Da alcuni decenni l'individuazione delle inclusioni e delle strutture concentriche è diventata uno strumento indispensabile per l'esegesi biblica, capace fra l'altro di: 
- Rendere conto di evidenti duplicazioni che in passato erano spiegate con l'ipotesi documentaria;
- Individuare i precisi confini delle unità letterarie, così come concepiti dall'autore biblico;
- Chiarire reciprocamente il significato di unità omologhe in una stessa struttura concentrica;
- Ricostruire il filo conduttore di vicende complesse e verificarne il punto focale.

Per esempio il racconto del Diluvio nella Genesi (da 6,10 a 9,19) è articolato in una struttura concentrica a più livelli il cui centro è il versetto 8,1 ("Dio si ricordò di Noè..."), che segna il passaggio dalla distruzione del mondo peccatore antediluviano all'emergere di un nuovo mondo, con parole che ricordano la Creazione nel primo capitolo della Genesi.
Analogamente le intricate vicende di Abramo, che illustrano l'origine di Israele e dei popoli vicini (moabiti, ammoniti e arabi), sono strutturate concentricamente per mostrare che il popolo ebraico non nasce dal desiderio di paternità poco determinato di Abramo (pronto due volte, senza batter ciglio, a rinunciare alla moglie Sara pur di salvare la pelle), né dagli stratagemmi di Sara (la maternità surrogata di Ismaele), ma dalla volontà divina, che si realizza nonostante l'incredulità umana (il riso di Sara). Un possibile schema concentrico dei racconti di Abramo è il seguente:
- Gn 11,27b-32......A) Introduzione: La famiglia originaria di Abramo a Carran (Siria)
- Gn 12,1-9................B) Dio chiama Abramo
- Gn 12,10-13,1.............C) Sara rapita
- Gn 13,1-14,24................D) Abramo e Lot
- Gn 15,1-21......................E) Promessa divina ad Abramo
- Gn 16,1-16.........................X) Nascita di Ismaele
- Gn 17,1-27......................E') Promessa divina ad Abramo
- Gn 18,1-19,38................D') Abramo e Lot
- Gn 20,1-21,34.............C') Sara rapita e nascita di Isacco
- Gn 22,1-19...............B') Dio mette alla prova Abramo
- Gn 22,20-25,11......A') Conclusione: La nuova famiglia di Abramo in Canaan

Si osservi che lo schema presenta nella prima parte tutte le incertezze che si sciolgono gradualmente solo nella seconda parte e per proteggerne la gradualità il centro dello schema contiene non la nascita di Isacco ma quella di Ismaele, la "falsa soluzione" architettata da Sara.

## Inclusioni nel Nuovo Testamento
Anche nel Nuovo Testamento l'inclusione è utilizzata ampiamente e molti libri sembrano avere una struttura concentrica.
Tutti e quattro i vangeli sono delimitati da un'inclusione. Nel vangelo di Matteo, scritto per i cristiani di origine ebraica, il tema sottolineato dall'inclusione è la presenza di Dio-Emmanuele in mezzo al suo popolo (Mt 1,23 – 28.20), secondo la profezia di Isaia 7,14. La missione di Gesù viene così collocata all'interno del disegno di salvezza preannunciato dai profeti dell'Antico Testamento. 
Per Marco si ha la cosiddetta "inclusione petrina" (Mc 1,16 – 16,7), che sembra segnalare la tradizione apostolica da cui questo vangelo trae origine. 
Una seconda inclusione delimita il ministero pubblico di Gesù, dal battesimo alla morte, tramite il ripetersi di uno "squarciarsi dei cieli" (Mc 1,10 – 15,38): al battesimo il cielo da cui discende lo Spirito Santo e la voce divina; alla morte il firmamento ricamato sul velo del Tempio, simbolo della salita al cielo di Gesù. L'inclusione, quindi, ha lo scopo di sottolineare la natura divina del Cristo, peraltro affermata dall'inclusione più esterna (1,1-15,39), in cui Gesù è dichiarato "Figlio di Dio" dall'evangelista e dal centurione.
Il vangelo di Luca, invece, si apre e si chiude sul tema di Gesù sommo sacerdote, che completa il sacrificio dell'Antico Testamento lasciato interrotto dall'ammutolimento di Zaccaria (Lc 1, 21-23 – 24, 50-53). In Giovanni, infine, troviamo l'inclusione "del discepolo amato" (Gv 1,37 – 21,20). Il suo scopo è analogo a quello dell'inclusione petrina di Marco: l'autorità della tradizione giovannea, ricca di spunti teologici assenti nei sinottici, viene fondata non solo sulla sua apostolicità, ma anche sulla speciale predilezione di Gesù per Giovanni.